# Diane, femme flic
 (janvier 2022).
Si vous disposez d'ouvrages ou d'articles de référence ou si vous connaissez des sites web de qualité traitant du thème abordé ici, merci de compléter l'article en donnant les références utiles à sa vérifiabilité et en les liant à la section « Notes et références ».
 (janvier 2022).
- Si vous ne connaissez pas le sujet, laissez ce bandeau (vous pouvez alors contacter les auteurs).
- Si vous supprimez le contenu mis en cause (vous pouvez préalablement contacter les auteurs),

argumentez précisément cette suppression dans la page de discussion
(un manque de référence n'est pas un argument ; une recherche réelle de référence doit avoir été effectuée, être formellement documentée).
Diane, femme flic est une série télévisée policière française en 35 épisodes de 90 et 52 minutes créée par Marie Guilmineau et diffusée entre le 11 décembre 2003 et le 21 novembre 2010 sur TF1 puis rediffusée sur TV Breizh, 13e rue, HD1, Chérie 25 et  sur NRJ 12 depuis le 24 septembre 2016, en Belgique sur La Une et AB3 et en Suisse sur la TSR.

## Synopsis
Diane Carro est commissaire de police et gère sa petite brigade d'une main douce et ferme. Elle est aussi la mère attentive de Zoé et Thomas, ainsi que la femme de son supérieur.

## Distribution

### Postes
| Saison                    | 1                                                                     | 2                                                                     | 3                                                                     | 3                                                                     | 4                                                                     | 5                                                                     | 6                                                                     | 6                                                     | 7                                                     |
| ------------------------- | --------------------------------------------------------------------- | --------------------------------------------------------------------- | --------------------------------------------------------------------- | --------------------------------------------------------------------- | --------------------------------------------------------------------- | --------------------------------------------------------------------- | --------------------------------------------------------------------- | ----------------------------------------------------- | ----------------------------------------------------- |
| Épisodes                  | 1                                                                     | 1-2                                                                   | 1-2                                                                   | 3-4                                                                   | 1-6                                                                   | 1-8                                                                   | 1                                                                     | 2-6                                                   | 1-8                                                   |
| Commissaire               | Commissaire Diane Carro (Isabel Otero)                                | Commissaire Diane Carro (Isabel Otero)                                | Commissaire Diane Carro (Isabel Otero)                                | Commissaire Diane Carro (Isabel Otero)                                | Commissaire Diane Carro (Isabel Otero)                                | Commissaire Diane Carro (Isabel Otero)                                | Commissaire Diane Carro (Isabel Otero)                                | Commissaire Diane Carro (Isabel Otero)                | Commissaire Diane Carro (Isabel Otero)                |
| OPJ                       | Capitaine Patrick Bochkowicz (Joël Zaffarano)                         | Capitaine Patrick Bochkowicz (Joël Zaffarano)                         | Capitaine Patrick Bochkowicz (Joël Zaffarano)                         | Capitaine Patrick Bochkowicz (Joël Zaffarano)                         | Capitaine Patrick Bochkowicz (Joël Zaffarano)                         | Capitaine Patrick Bochkowicz (Joël Zaffarano)                         | Capitaine Patrick Bochkowicz (Joël Zaffarano)                         | Capitaine Patrick Bochkowicz (Joël Zaffarano)         | Capitaine Patrick Bochkowicz (Joël Zaffarano)         |
| OPJ                       | Lieutenant Cécile Perrier (Vanessa Guedj)                             | Lieutenant Cécile Perrier (Vanessa Guedj)                             | Lieutenant Cécile Perrier (Vanessa Guedj)                             | Lieutenant Cécile Perrier (Vanessa Guedj)                             | Lieutenant Cécile Perrier (Vanessa Guedj)                             | Lieutenant Angèle (Stana Roumillac)                                   | Lieutenant Virginie Moreira (Émilie Chesnais)                         | Lieutenant Virginie Moreira (Émilie Chesnais)         | Lieutenant Virginie Moreira (Émilie Chesnais)         |
| OPJ                       | Lieutenant Sam Gravy (Alexis Michalik)                                | Lieutenant Sam Gravy (Alexis Michalik)                                | Lieutenant Sam Gravy (Alexis Michalik)                                | Lieutenant Micky Zafraoui (Hassan Koubba)                             | Lieutenant Micky Zafraoui (Hassan Koubba)                             | Lieutenant Micky Zafraoui (Hassan Koubba)                             | Lieutenant Micky Zafraoui (Hassan Koubba)                             | Lieutenant Micky Zafraoui (Hassan Koubba)             | Lieutenant Micky Zafraoui (Hassan Koubba)             |
| Commissaire divisionnaire | Commissaire divisionnaire Serge Carro décédé S06E01 (Laurent Gamelon) | Commissaire divisionnaire Serge Carro décédé S06E01 (Laurent Gamelon) | Commissaire divisionnaire Serge Carro décédé S06E01 (Laurent Gamelon) | Commissaire divisionnaire Serge Carro décédé S06E01 (Laurent Gamelon) | Commissaire divisionnaire Serge Carro décédé S06E01 (Laurent Gamelon) | Commissaire divisionnaire Serge Carro décédé S06E01 (Laurent Gamelon) | Commissaire divisionnaire Serge Carro décédé S06E01 (Laurent Gamelon) | Commissaire divisionnaire (Frédéric Pellegeay)        | Commissaire divisionnaire (Frédéric Pellegeay)        |
| Médecin légiste           | Marie-Laure (Brigitte Chamarande) puis Silvie Laguna)                 | Marie-Laure (Brigitte Chamarande) puis Silvie Laguna)                 | Marie-Laure (Brigitte Chamarande) puis Silvie Laguna)                 | Marie-Laure (Brigitte Chamarande) puis Silvie Laguna)                 | Marie-Laure (Brigitte Chamarande) puis Silvie Laguna)                 | Marie-Laure (Brigitte Chamarande) puis Silvie Laguna)                 | Marie-Laure (Brigitte Chamarande) puis Silvie Laguna)                 | Marie-Laure (Brigitte Chamarande) puis Silvie Laguna) | Marie-Laure (Brigitte Chamarande) puis Silvie Laguna) |

### Acteurs principaux

#### Commissaire
- Isabel Otero : Commissaire Diane Carro (saisons 1 à 7)

#### OPJ
- Alexis Michalik : Lieutenant Sam Gravy (saisons 1 à 3)
- Vanessa Guedj : Lieutenant Cécile Perrier dite « Bimbo » (saisons 1 à 4)
- Stana Roumillac : Lieutenant Angèle (saison 5)
- Joël Zaffarano : Capitaine Patrick Bochkowicz dit « Bochko » (saisons 1 à 7)
- Hassan Koubba : Lieutenant Micky Zafraoui (saisons 3 à 7)
- Émilie Chesnais : Lieutenant Virginie Moreira dite "Djin" (saisons 6 et 7)

#### Commissaires divisionnaires
- Laurent Gamelon : Commissaire Divisionnaire Serge Carro, mari de Diane, décédé (assassiné) (saisons 1 à 6)
- Frédéric Pellegeay : Commissaire Divisionnaire qui a remplacé Serge après sa mort (saisons 6 et 7)

#### Médecins légistes
- Brigitte Chamarande (saisons 1 à 3) puis Silvie Laguna (saisons 3 à 7) : Marie-Laure (saisons 1 à 7)

#### Famille Carro
- Virgile Hazo (saison 1) puis Hugo Brunswick (saisons 2 à 5) puis Matthieu Dessertine (saisons 6 et 7) : Thomas Carro, fils de Serge et Diane, frère de Zoé  (saisons 1 à 7)
- Ingrid Juveneton (saison 1) puis Audrey Caillaud (saisons 2 à 7) : Zoé Carro, fille de Serge et Diane, sœur de Thomas (saisons 1 à 7)

#### Autres
- Rabah Loucif :  Hassan, patron du restaurant (saisons 1 à 4)
- Magalie Godenaire : Mel (saisons 6 et 7)

### Acteurs invités (dans un épisode)
- Jérôme Hardelay (« La Dette » / 2003)
- Delphine Serina (« Sous influence » / 2004)
- Michel Galabru (« Sous influence » / 2004)
- Laurent Hennequin (« Sous influence » / 2004)
- Bruno Abraham-Kremer (« Engrenage » / 2004)
- Julie Fournier (« Engrenage » / 2004)
- Michèle Garcia (« Engrenage » / 2004)
- Axelle Abbadie (« Parents indignes » / 2005)
- Emmanuel Guttierez (« Parents indignes » / 2005)
- Serge Martina (« Affaire sous X » / 2005)
- Fanny Sidney (« Affaire sous X » / 2005)
- Olivier Saladin (« Parents indignes » / 2005)
- Stanislas Crevillen (« Par conviction » / 2006)
- Julien Guéris (« L'ange déchu » / 2006)
- Karine Lazard (« Mauvaise pente » / 2006)
- Émilie de Preissac (« Mauvaise pente » / 2006) ; (« Figures imposées » / 2010)
- Jean-Pierre Bouvier (« Bourreau de travail » / 2007)
- Sophie Barjac (« Bourreau de travail » / 2007)
- Frédéric Deban (« Jalousie » / 2007)
- Agathe de La Boulaye (« Filiation » / 2008)
- Alan Aubert (« Filiation » / 2008)
- Anne Macina (« Filiation » / 2008)
- Samuel Jouy (« Filiation » / 2008)
- Stéphan Guérin-Tillié (« Deuxième vérité » / 2008)
- Catherine Wilkening (« Deuxième vérité » / 2008)
- Anne Loiret (« Otages du mensonge » / 2009)
- Sören Prévost (« L'enfant du désir » / 2009)
- Olivier Pagès (« Étoiles filantes » / 2010)
- Ana Girardot (« Étoiles filantes » / 2010)
- Audric Chapus (« Ascendant gémeaux » / 2010)
- Babsie Steger (« Ascendant gémeaux » / 2010)
- Patrick Catalifo (« La dernière carte » / 2010)

## Commentaires
- Cette série rencontre très vite un grand succès populaire. Chaque diffusion rassemble de 8 à 9 millions de téléspectateurs mais les audiences des séries policières commencent à s'effriter, et TF1 décide d'arrêter la série en juin 2010[2].
- La série est également reprise sur TV Breizh et les derniers épisodes inédits sont diffusés sur cette même chaîne en novembre 2010[3].
- À partir du 12 janvier 2013, la série est rediffusée sur HD1.
- Depuis le 30 aout 2015, la série est rediffusée sur Chérie 25.